# Kussmaul-légzés
A Kussmaul-légzést acidosissal járó folyamatok okozzák. Szapora, mély ki- és belégzések sorozata. Az inzulinhiány következtében megemelkedik a vércukorszint (hiperglikémia), a sejtek nem képesek a glükóz felvételére, ellenben energiára van szükségük. Ennek következtében - és mert a hiányzó inzulin a folyamatot nem gátolja - megindul a zsírraktárak lebontása zsírsavakra (lipolízis) és ketontestek képződése a májban. A ketontestek (például aceton) miatt jellemző, hogy a betegeknek „acetonos leheletük” van. Mivel mind a zsírsavak, mind a ketontestek savas kémhatásúak, a vért kórosan savanyúvá teszik és metabolikus acidózis alakul ki. Az acidózist a beteg a légzésével próbálja kompenzálni, így jön létre a jellegzetes Kussmaul-légzés, mely nevét leírójáról, a német Adolf Kussmaulról kapta.